# Битка при Креси
Битката при Креси между средновековните кралства на Англия и Франция се състои на 26 август 1346 г. близо до Креси, Северна Франция и е една от най-важните битки от Стогодишната война. Съчетанието на нови оръжия и тактика, карат мнозина историци да считат битката за началото на края на епохата на рицарството.

## Предходни събития
Първата голяма битка след избухването на Стогодишната война през 1337 г. е битката при Еклюз на 23 юни 1340 г. (решителна английска победа). В годините след битката Едуард III се опитва да нахлуе във Франция през Фландрия, но опитът му се проваля поради финансови трудности и нестабилни съюзи. Шест години по-късно Едуард планира друг маршрут и започва масивен набег през земите на Нормандия, побеждавайки в битката при Каен на 26 юли и при битката при Бланшетак на 24 август.
Френският план за улавянето в капан на английската армия между реките Сена и Сома се проваля и измъкването на англичаните води до битката при Креси, една от най-големите битки през войната.

## Битката
Както в предишни битки срещу шотландците Едуард III разполага силите си в район на равна земеделска земя, избирайки височина, заобиколена от естествени прегради по фланговете. Кралят заема заедно със свитата си една вятърна мелница на малък хълм, защитен отзад, откъдето да направлява хода на битката.
Едуард нарежда на всички да се бият на нозе (като план за отбранителна битка) и разделя армията си на три дивизии, една командвана от 16-годишния му син Едуард, Черният принц. Стрелците с дълги лъкове са разположени във V-формация по билото на хълма. В периода на изчакване, който последва, англичаните изграждат система от ровове, ями и топки с шипове, за да осакатяват и свалят вражеската кавалерия.
Френската армия под командването на крал Филип VI е много по-дезорганизирана поради свръхувереност от страна на рицарите. Французите разчитат на силната си кавалерия, която кралят вярва, че лесно ще преодолее малката английска кавалерийска част. Филип разполага наемните генуезки арбалетчици на предна линия, а зад тях кавалерията. Французите дори изоставят павезе, единственият метод за защита на арбалетчиците, назад, заедно с пехотата. И двете решения се оказват смъртоносни грешки.
Първото нападение е от страна на генуезките арбалетчици, които изстрелват поредица от залпове, за да дезорганизират и уплашат английската пехота. Първото придвижване се съпътства от музикални инструменти, докарани от Филип VI, за да уплашат врага. Арбалетчиците обаче се оказват напълно безполезни. Със скорост на стрелба от 1 – 2 стрели на минута те не могат да се съревновават с английските стрелци, които могат да стрелят на всеки 5 секунди. Оръжията им са също повредени от кратката гръмотевична буря, която е предшествала битката, докато английските стрелци просто свалят тетивата си до подобряване на времето. Под облака английски стрелци арбалетчиците получават тежки загуби поради липсата на своите павезе, които да ги защитават по време на презареждането и не успяват да се доближат до английските линии, така че да могат сериозно да им навредят. Фрустрирани и объркани те напускат полесражението. Рицарите обаче започват да ги обиждат и посичат поради отстъплението им. Французите предприемат неорганизирана кавалерийска атака през редиците на арбалетчиците. Стрелците продължават да стрелят и мнозина френски рицари са покосени.
Според Жан Фроасар английските оръдия дали „два или три залпа“ срещу генуезците. Вярва се, че те са стреляли с големи стрели и картеч. Според флорентинеца Джовани Вилани оръдията са нанесли поражения, но са продължили и след това да стрелят срещу френската кавалерия.
При Креси е може би първото реално използване на примитивна артилерия на европейските бойни полета. След като арбалетчиците вече ги няма, френската кавалерия предприема нова организирана атака, но склонът и отбранителните съоръжения я разстройват. Същевременно стрелците продължават да дават залпове. При всеки от тях на полето падат повече трупове, което попречва на последователните вълни на нападение. Френските атаки не успяват да пробият английската формация дори след 16 опита, а понасят ужасяващи загуби. Черният принц е атакуван, но Едуард III отказва да му прати помощ, казвайки, че „трябва да си спечели шпорите“. Принцът впоследствие се оказва забележителен войник. При падането на нощта Филип VI заповядва отстъпление. Това е голямо и унизително поражение за Франция.

## Последици
След като французите напускат полето, англичаните преглеждат ранените французи за по-знатни пленници, които биха могли да им спечелят откуп. Рицарите, които са твърде тежко ранени, за да могат да бъдат отнесени от полето, са довършени с мизерикорди (букв. „даващи милост“, дълги и тесни ножове). Това противоречи на рицарския кодекс, защото селяни убиват рицари. Рицари са загинали също от анонимни стрели, а не от директна схватка с техни равностойни противници.
След битката Черният принц остава на бойното поле, за да отдаде почит на Йоан Люксембургски, граф на Люксембург и крал на Бохемия, мъж на средна възраст, почти сляп, сражавал се смело и убил немалко англичани. Като жест на своето възхищение и почит Черният принц взема щитът на краля и го прави свой собствен (Prince of Wales feathers). Сега той е известен символ в Англия и Уелс и емблема на Уелския ръгби съюз.
След битката при Креси Едуард III обсажда Кале, която му се предава след 11-месечна обсада, давайки на англичаните база в Северна Франция. Следващата голяма битка от войната при Поатие през 1356 г. води до също така голямо поражение за французите при подобни условия.
На уелските стрелци е даден по акър земя в родината им за смелостта им, статут на „свободни мъже“ и са освободени от данък за правото да пасат стадата си.